# Assassinio di Galeazzo Maria Sforza
L'assassinio di Galeazzo Maria Sforza, perpetrato il 26 dicembre 1476, giorno di Santo Stefano, fu ordito da membri dell'aristocrazia milanese con lo scopo di stroncarne la tirannia e minare l'egemonia degli stessi Sforza, probabilmente con la longa manus del re di Francia. La congiura portò all'uccisione del Duca, ma non compromise la signoria sforzesca sul milanese che perdurò ancora per un trentennio. Tutti i congiurati furono uccisi o giustiziati.

## Antefatti

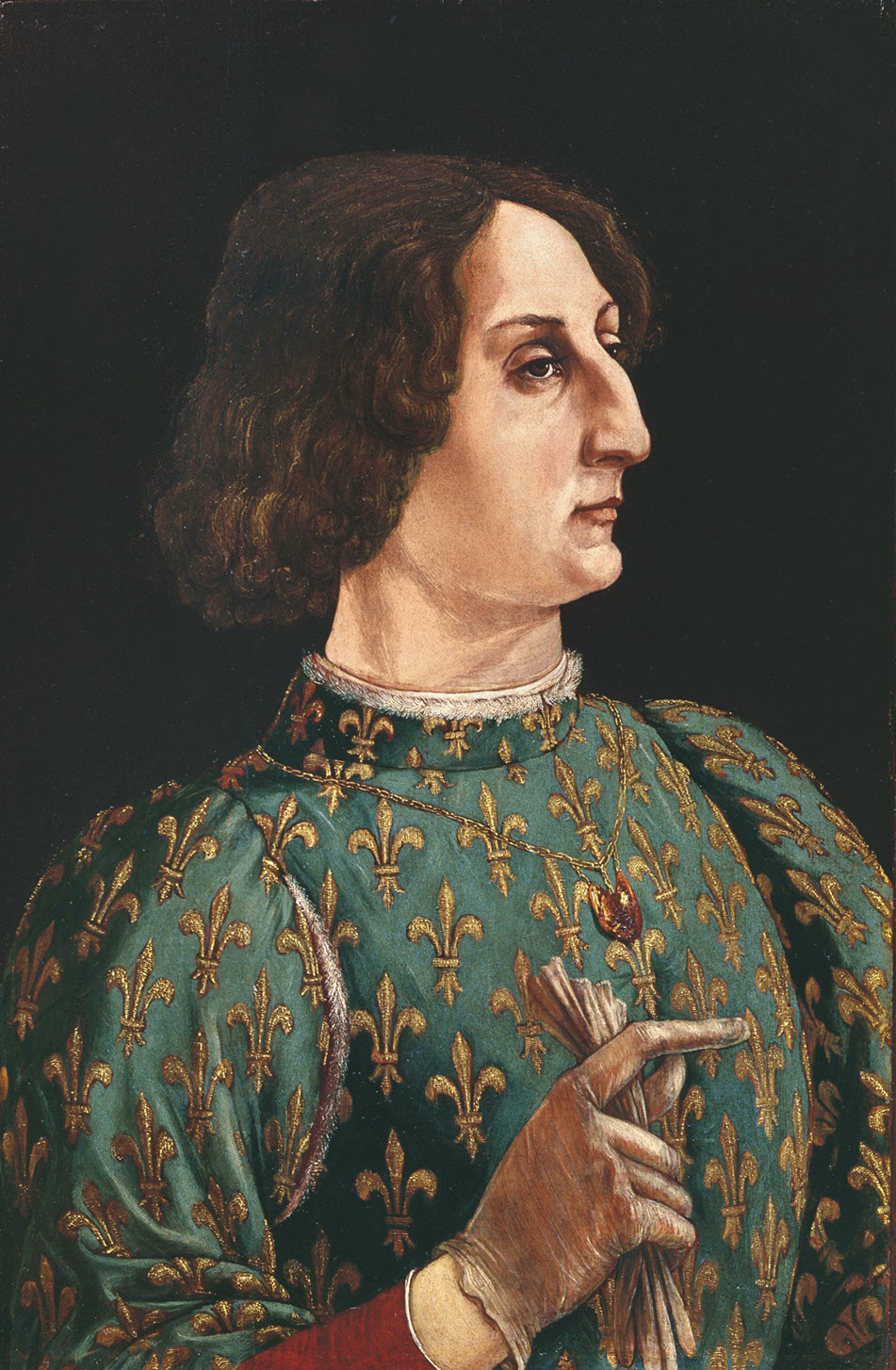
Galeazzo Maria Sforza in un ritratto di Piero del Pollaiolo realizzato nel 1471 c.

Dopo la morte del padre Francesco Sforza, primo duca di Milano dell'omonima casata, il giovane figlio Galeazzo Maria venne chiamato a succedergli al trono.
Durante gli anni della giovinezza, Galeazzo Maria era cresciuto perlopiù all'ombra del genitore che, pur di tenerlo lontano dalla conduzione degli affari di stato, gli aveva consentito di dedicarsi alle attività che maggiormente egli apprezzava come la caccia.
Due anni dopo la sua ascesa, le aspettative economiche del duca vennero rimpinguate dalla copiosa dote apportata alla sua famiglia dal matrimonio proficuo con Bona di Savoia, figlia del duca Ludovico. Con queste somme il duca si circondò di grande lusso ed avviò dei lavori di abbellimento nel Castello Sforzesco oltre ad utilizzare il denaro pubblico per una serie di opere come la navigazione del Naviglio della Martesana, introducendo il censimento civile, risistemando i valori emessi dalla zecca di Milano. Malgrado ciò la sua superbia divenne nota anche all'estero, soprattutto nel 1471 in occasione della visita ai Medici di Firenze con un grandioso corteo degno di un vero e proprio principe rinascimentale, reso possibile in gran parte con pesanti tassazioni inflitte alle città di Pavia, Como, Piacenza e Parma che andarono a costituire anche la somma di 15.000 ducati annui concessi alla consorte ad uso personale.
La reputazione del duca venne inoltre danneggiata dall'amante Lucia Marliani che divenne una "duchessa ombra" ottenendo tutte le rendite della navigazione del Martesana ed il ricco feudo di Melzo, creando gelosie interne alla corte ed agli ambienti aristocratici. Con quanti però osavano opporvisi, Galeazzo rispondeva con la forza e punizioni crudeli.

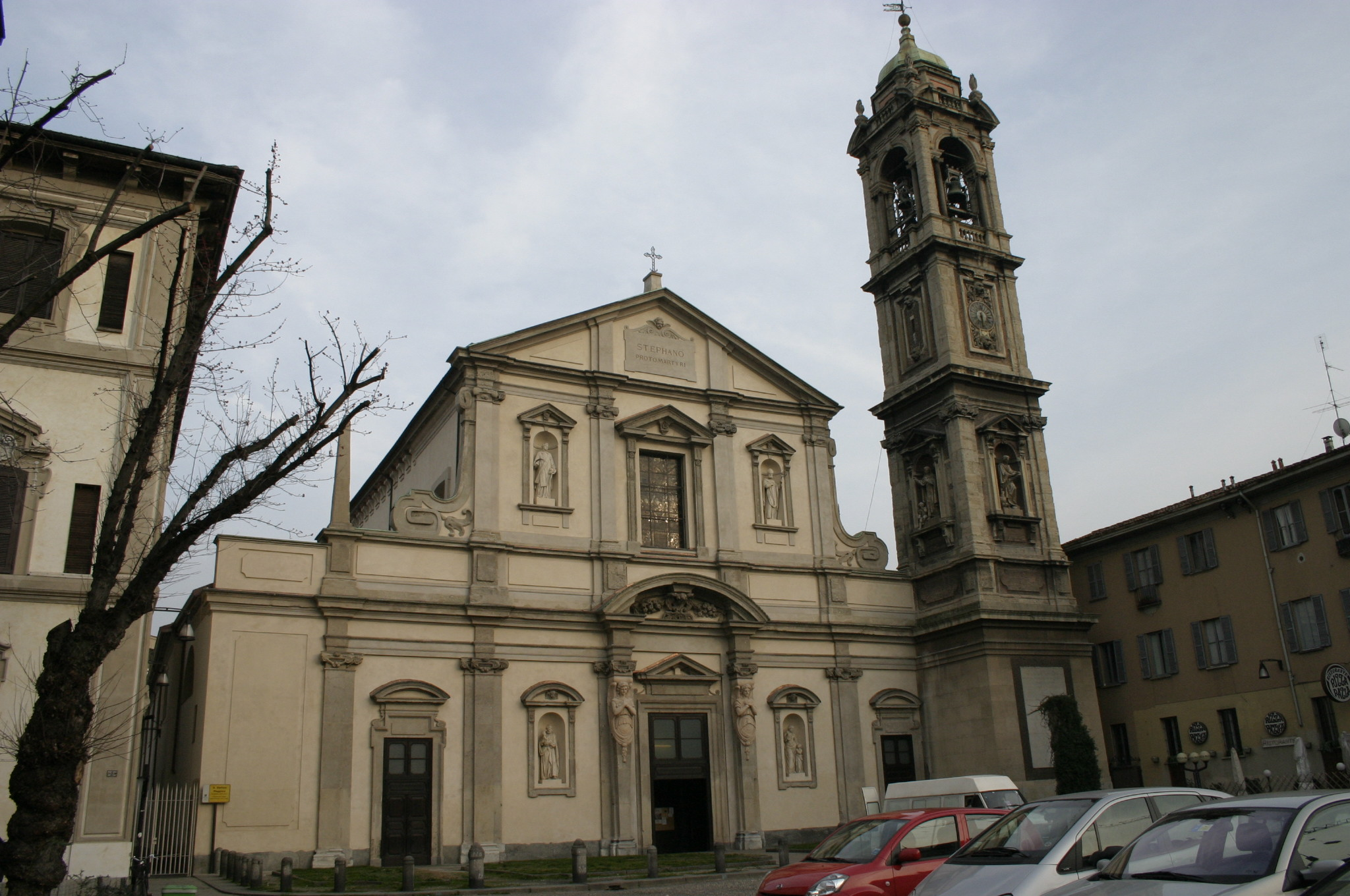
La basilica di Santo Stefano Maggiore a Milano all'interno della quale avvenne l'assassinio del duca

Per le inimicizie create e le tensioni a corte, Galeazzo Maria Sforza negli anni aveva collezionato molti nemici anche all'interno dello stesso palazzo ducale. Tra i più accaniti oppositori del duca vi era il retore Cola Montano che era stato suo maestro e aveva aperto una scuola di eloquenza in città sin dal 1466. I rapporti tra i due erano ulteriormente peggiorati dopo che Galeazzo, avendolo colto a indugiare nei vizi di cui lo accusava, lo aveva fatto frustare pubblicamente vendicandosi dei rimproveri e delle scoppole ricevute quando era suo studente. Cola rimproverava il duca considerandolo un tiranno, lo infamava pubblicamente e incitava i suoi allievi a deporlo con la violenza al fine di instaurare una repubblica. Tra i suoi studenti più intimi vi erano Giovanni Andrea Lampugnani, Carlo Visconti e Girolamo Olgiati.
Giovanni Andrea Lampugnani era già stato condannato a morte da Francesco Sforza per poi essere graziato dallo stesso Galeazzo ma, indomito, era ancora fermo nel proposito di uccidere il duca sperando che il popolo milanese si sollevasse appoggiando i congiurati.
Carlo Visconti era il fratello di una delle amanti di Galeazzo che fu poi pubblicamente svergognata dal duca, gli era stato inoltre confiscato un ricco podere a Morimondo e la sua famiglia aveva perso il ducato in favore degli Sforza.
Girolamo Olgiati, il più giovane, avendo appena ventidue anni e ancora imberbe, non aveva invece alcun conto in sospeso con il duca ma credeva che la sua morte gli avrebbe permesso di ottenere la gloria di grandi figure del passato come Bruto e Catilina, continuamente citati quali fulgidi esempi da Cola Montano. Secondo Antonio Perria invece la sorella dell'Olgiati sarebbe stata violentata dal duca dopo essersi rifiutata di corrispondere al suo desiderio.
Nel dicembre del 1476 l'esercito sforzesco ritornò dal Piemonte dove aveva combattuto al fianco di Filiberto I di Savoia riuscendo a scacciare Carlo I di Borgogna. Essendo giunto l'inverno, Galeazzo ordinò alle truppe di ritirarsi nei quartieri invernali pensando di rinnovare le operazioni la primavera successiva e si recò a Vigevano. Da quella città si diresse a cavallo alla volta di Milano per celebrare il Natale in famiglia, come da tradizione. Il Corio racconta che sulla strada il duca fu molestato da una serie di presagi funesti. Giunto nei pressi di Abbiategrasso scorse in cielo una cometa, allora considerata segno di sventura poi ricevette la notizia che la sua camera da letto al Castello era andata in fiamme quindi tre corvi gli svolazzarono sopra la testa ed egli cercò di scacciarli a colpi di balestra, senza riuscirvi. Si ricordò inoltre della profezia di un prete astrologo che aveva vaticinato che il suo regno non sarebbe durato nemmeno undici anni; infuriato, Galeazzo lo aveva fatto rinchiudere in un fondo di torre dove era morto di inedia dodici giorni dopo, avendo ricevuto durante la prigionia solo una pagnotta, del vino e un'ala di cappone. Il duca fu sul punto di tornare indietro ma alla fine spronò il cavallo.
La mattina del 20 dicembre un silenzioso e tetro corteo ducale entrò a Milano senza che vi fosse alcuna manifestazione di giubilo per la vittoria ottenuta. Galeazzo ordinò che alla messa dell'indomani tutti i cantori si vestissero a lutto e che cantassero tutti i giorni l'ufficio per i morti. Il duca era ben conscio dei rischi che ogni giorno correva, tant'è che aveva rafforzato la sua scorta armata e ridotto fortemente le proprie uscite da palazzo.
La vigilia di Natale il duca celebrò il rito del ceppo nella "Sala dei Fazuoli" insieme alla famiglia e ai più alti feudatari. Non erano però presenti i fratelli Sforza e Ludovico che aveva esiliato in Francia alcuni mesi prima. Il giorno di Natale il duca era vestito con un lungo abito di damasco cremesino e assistette a tre messe che però si tennero nella cappella ducale del Castello, e non, come da tradizione, nel Duomo. Fece un discorso autocelebrativo nella Sala delle Colombine quindi pranzò con la famiglia infine passò il resto del giorno a dilettarsi con i falconi.
Secondo la confessione deposta dall'Olgiati poco prima di morire, furono lui e il Lampugnani ad ideare l'attentato e dopo quattro giorni, quando avevano ormai deciso la data, il luogo e le modalità, coinvolsero anche il Visconti. Ebbero quale base operativa la casa del Lampugnani dove progettarono l'assassinio per sei mesi, arrivando a realizzare un pupazzo con le sembianze del duca su cui erano soliti accanirsi verbalmente ed esercitarsi a colpi di pugnale. Pare che i tre fossero stati educati all'uso delle armi da Bartolomeo Colleoni, morto l'anno precedente. I tre cercarono di sobillare amici e popolani a ribellarsi al duca, ricordando a tutti i suoi delitti e le sue malefatte, imbastendo banchetti e promettendo loro favori una volta tolto di mezzo il tiranno. Otto o dieci giorni prima del Natale si riunirono nel vicolo che divideva gli orti del monastero di Sant'Ambrogio e l'Olgiati entrato nella basilica, pregò il patrono per il sostegno all'impresa. Nella notte tra il 25 e il 26 dicembre si adunarono nuovamente rinnovando i patti e promettendosi a vicenda che se qualcuno di loro fosse caduto, gli altri avrebbero dovuto raggiungere l'obiettivo a tutti i costi. Fissarono quindi l'ora in cui sarebbero dovuti entrare in chiesa e si divisero i compiti quindi si congedarono verso la mezzanotte.

## L'assassinio
La mattina del 26 dicembre Milano era offuscata da una nebbia gelata. Galeazzo, malgrado fosse di umore cupo e temesse per la sua incolumità alla luce degli avvenimenti dei giorni precedenti,
ritenne doveroso di porgere omaggio al primo santo e martire nell'antica basilica di Santo Stefano Maggiore, una delle più insigni della città.
Si racconta che durante la notte la duchessa Bona di Savoia avesse avuto un incubo nel quale aveva visto un uomo trucidato all'interno della basilica. Ne informò il marito che decise di assistere alla messa presso la cappella ducale del Castello. I consiglieri, tuttavia, lo informarono che il cappellano si era già recato in Santo Stefano e vi aveva portato i paramenti sacri. Si decise quindi di sostituirlo con Branda Castiglioni, vescovo di Como, che però mandò a dire di essere indisposto, forse su ordine dello stesso Galeazzo in quanto secondo il Corio ad attenderlo in chiesa vi erano anche alcune sue amanti e persino alcune prostitute.
Malgrado le suppliche di Bona e i tentativi di dissuasione da parte di alcuni cortigiani, Galeazzo decise di allora recarsi in città. Indossava una veste di raso cremisi foderata di zibellino, cinta da un cordone di seta morella e dello stesso colore erano il berretto e la calza sinistra mentre la destra era bianca e bianche le due bottine ai piedi. Per precauzione indossò una corazza che però si tolse subito in quanto lo faceva apparire troppo grasso e lo soffocava. Giunto ai piedi della scalinata della corte ducale mandò a chiamare i figli Gian Galeazzo ed Ermes e li salutò affettuosamente per l'ultima volta, quasi presago del suo destino. Si diresse poi a piedi tenendo a braccetto Niccolò ambasciatore di Ferrara e il pisano Zaccaria de' Saggi, ambasciatore di Mantova. Giunto nel foro subito fuori dal Castello che era ghiacciato durante la notte, montò a cavallo seguito da tutto il resto del corteo di cui facevano parte, tra gli altri, i fratelli Filippo e Ottaviano, Branda Castiglioni vescovo di Como e Giovanni Simonetta, umanista fratello del più noto Cicco. Bernardino Corio, principale narratore della vicenda, che era allora cameriere ducale non ancora diciassettenne, decise di recarsi a piedi alla basilica percorrendo alcune vie laterali in modo da anticiparne l'arrivo. Là scorse quelli che si sarebbero poi rivelati i congiurati e ne fu sorpreso in quanto avrebbero dovuto accompagnare il duca. Il corteo si diresse lentamente verso il centro della città tra due ali di folla, percorrendo strade anguste (allora non esisteva ancora via Dante) e verso mezzogiorno, sotto un pallido sole, giunse nel piazzale davanti alla basilica, gremito di gente. All'epoca, la chiesa conservava ancora il suo aspetto altomedievale. Davanti al portale d'ingresso vi era un antico nartece (rimosso poi durante i lavori di sistemazione della chiesa nel Seicento), all'interno era costituita da tre navate separate da sei grandi arcate ed era priva di cupola. 
All'alba del 26 dicembre i tre congiurati, seguiti da undici sgherri, erano entrati nella basilica di Santo Stefano e avevano pregato il primo martire e San Carlo di intercedere per loro e di perdonarli per lo spargimento di sangue recitando un'orazione scritta da Carlo Visconti. Terminate le preghiere, avevano udito la messa poi, prima di tornare a casa, l'Olgiati era riuscito ad ottenere le chiavi delle camere dell'arciprete Barenzo (o Barengone), connivente con i tre. Fu in quella stanza che udirono avvicinarsi il corteo ducale.
Usciti dalla chiesa, i congiurati attesero il duca disposti in questo modo: Giovanni Andrea Lampugnani e Girolamo Olgiati, insieme a Francione da Venezia e i fratelli Baldassarre e Jacopo da Bellinzona, si trovavano a destra dell'ingresso laterale, riservato alla corte, che si apriva dove oggi si trova la cappella di San Carlo. I due indossavano una corazzina ricoperta da una veste corta di raso cremisi ed erano armati di daga; il Lampugnani era inoltre protetto da una celata. Carlo Visconti si trovava alla sinistra dell'ingresso, nascosto tra la folla con accanto Bernardino de' Porri. I congiurati al servizio dell'Olgiati erano Cornelio Portalupo, Gabriele Porro, Pietro Paolo da Cermenate, Alberto de' Porri e un certo Alvisio mentre quelli trascinati dal Lampugnani erano i parenti Mamino, Cavazza, Martino e Riccardo, Cristoforo da Imbersago, Francesco Porro, Cesare da Vimercate, due fratelli Barbieri insieme ad altri due loro compagni e diversi altri disarmati.
Galeazzo giunse nel piazzale, preceduto dalla guardia ducale comandata da Ambrosino da Longhignana e dagli staffieri, ivi smontò da cavallo lasciandone le redini ad un moro e si diresse dritto verso l'ingresso mentre il coro all'interno della chiesa cantava Sic transit gloria mundi. I congiurati, una volta avvistato il duca, si fecero largo tra la folla. Il Lampugnani, avvicinatosi alla sua persona, fece un gesto di saluto con il berretto poi, fingendo di inginocchiarsi, sferrò un fendente dal basso verso l'alto con la daga che aveva nascosto nella manica, colpendo Galeazzo alla coscia e recidendogli l'arteria femorale sinistra. Il duca vacillò, fece per accasciarsi ma fu subito assistito dagli ambasciatori di Ferrara e di Mantova che gli stavano a fianco. Presto fu raggiunto da un secondo fendente al collo (o allo stomaco secondo il Cenni). Sopraggiunse quindi l'Olgiati che infierì con un colpo al pettorale sinistro, uno alla gola e uno al polso, poi fu il turno del Visconti che lo ferì alla schiena e alla spalla quindi Francione lo trafisse con uno stocco alla schiena. I colpi ricevuti successivamente, stando al Cenni, affondarono nella giugulare sinistra, sull'arcata orbitale sinistra e sulla tempia oltre che sul capo. Il duca morì quasi istantaneamente ma secondo il Corio prima di spirare ebbe il tempo di proferire "Oh Nostra Donna!". Si contarono in tutto quattordici coltellate, di cui otto mortali. 
Orfeo Cenni da Ricavo, amico e consigliere ducale e che come il Corio fu presente in prima persona quella mattina in veste di cortigiano, descrive l'assassinio in questo modo: 
Il Ricavi fu uno dei pochi che dopo i primi colpi rimase accanto al corpo del duca ma fu poi persuaso da Pietro Visconti a rifugiarsi al Castello.
Poco dopo sotto i fendenti di Francione cadde anche Francesco da Ripa, staffiere ducale noto per la sua statura colossale, mentre cercava di difendersi con la spada. 
A questo punto i congiurati tentarono di darsi alla fuga. Il Lampugnani fuggì in mezzo ad un gruppo di donne sperando di raggiungere un cavallo che lo attendeva fuori dalla chiesa ma inciampò nelle vesti di una di queste e cadde bocconi a terra. Fu raggiunto da uno staffiere moro noto come Gallo Mauro che lo trafisse nella schiena con uno spiedo. Scoppiò allora un gran tumulto con il popolo che cercava di uscire dai portoni mentre la guardia ducale, armata di picche, alabarde e partigiane vi entrava per arrestare i congiurati; nella confusione molti furono calpestati e alcune nobildonne rapinate dei gioielli che indossavano al collo e tra i capelli. Dopo qualche tempo la guardia ducale riuscì a catturare vivi tutti i congiurati rimasti con l'eccezione del Visconti e dell'Olgiati che riuscirono a fuggire. La chiesa si svuotò e un gruppo di giovani si impadronì del corpo del Lampugnani portandolo fuori dalla chiesa. Dopo averlo legato per un piede ad un cavallo, fu trascinato per le vie della città per tre giorni subendo il disprezzo e le percosse della folla, finché il suo cadavere non fu talmente straziato da risultare irriconoscibile, infine fu gettato nel fossato del castello da cui fu ripescato ed appeso per un piede alla torre del Broletto Nuovo. Quando la chiesa si fu nuovamente svuotata, i preti raccolsero il cadavere del duca, lo spogliarono, lo lavarono e lo composero nella sagrestia, dove si erano rifugiati allo scoppio del tumulto. La duchessa Bona, informata del fatto da Cicco Simonetta, inviò loro una veste di broccato d'oro bianco per la sepoltura, rispettando il volere del marito, insieme a tre anelli con incastonato un turchese, un rubino e il sigillo ducale d'oro. A tarda sera il corpo venne segretamente sepolto nel Duomo in un luogo imprecisato tra due colonne.

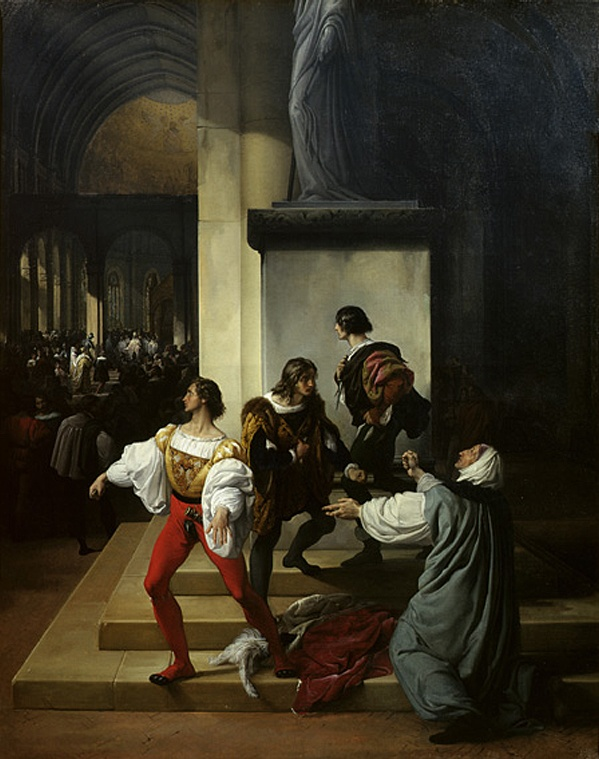
Francesco Hayez, La congiura dei Lampugnani, 1826. Il dipinto rappresenta i tre congiurati (con Lampugnani all'estrema sinistra) nell'attimo immediatamente precedente al compiere il delitto.

## Conseguenze

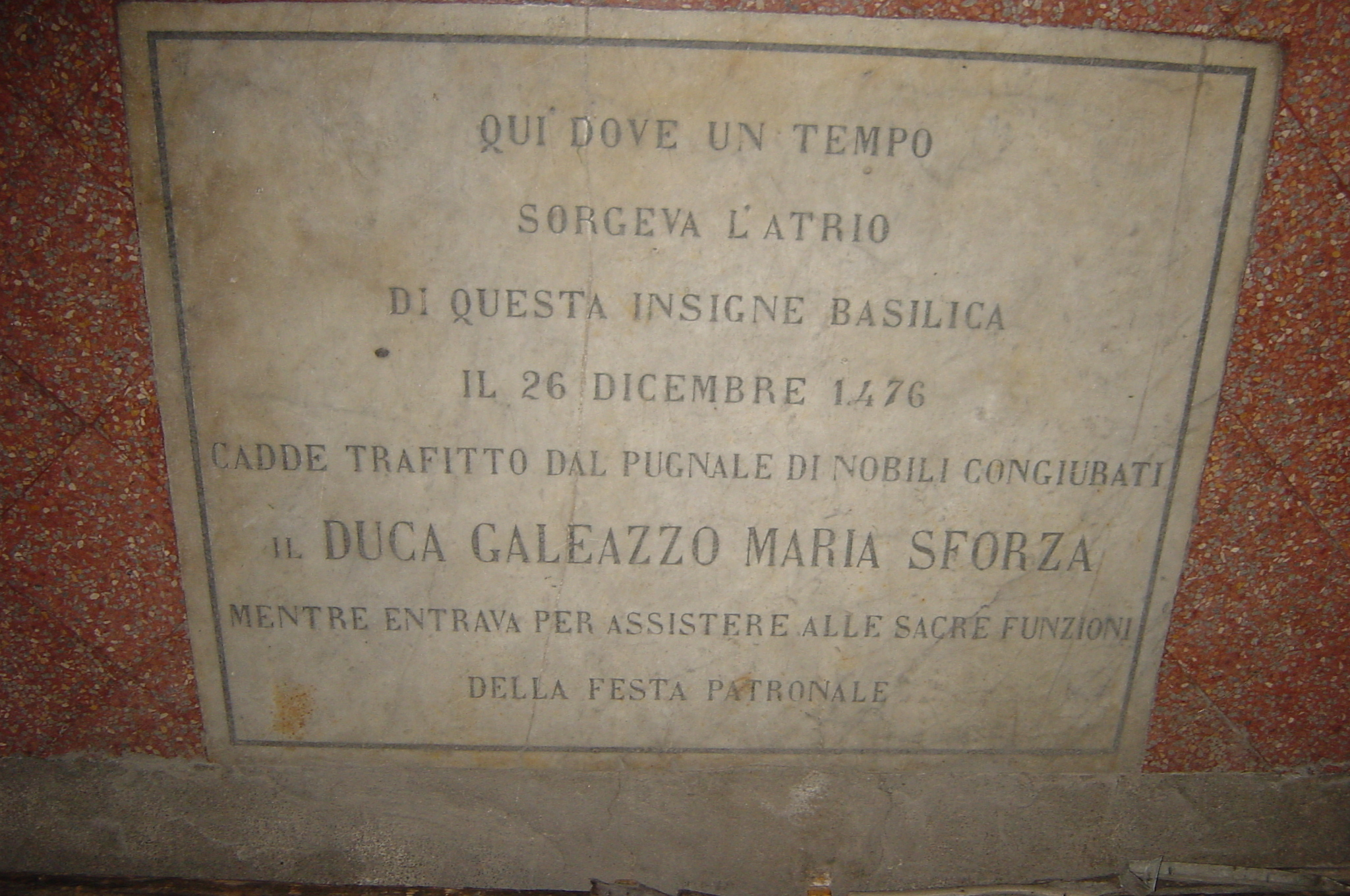
La lapide commemorativa dell'assassinio di Galeazzo Maria Sforza nella basilica di Santo Stefano Maggiore a Milano

Gli undici congiurati catturati in chiesa vennero condotti al Castello dove furono squartati, impiccati sulle merlate e lasciati esposti come monito al popolo. Il Visconti fu catturato alcuni giorni dopo e fu costretto a confessare sotto tortura per poi essere squartato a sua volta; secondo un'altra versione fu ucciso dalla folla il giorno stesso fuori dalla basilica. Le case del Lampugnani e del Visconti furono date alle fiamme dal popolo.
Quanto all'Olgiati, terrorizzato da quanto accaduto ai compagni, si rifugiò in casa del padre. Questi, venuto a sapere che il figlio aveva partecipato alla congiura, lo insultò e lo cacciò di casa minacciandolo di ucciderlo. Girolamo si recò allora nella vicina casa del cognato Domenico Calcaterra e si nascose nel solaio insieme ad alcune donne. Poco dopo giunse il padrone di casa accompagnato dal padre e fu costretto nuovamente a fuggire. Sua madre, convinta della sua innocenza, ebbe compassione e chiese aiuto al prete Pietro Pellizone che, travestitolo con l'abito talare, lo ospitò a casa sua. Durante la permanenza scrisse alcune lettere a chi credeva avrebbe potuto appoggiare una rivolta armata contro il duca senza avvedersi che il popolo non aveva alcuna intenzione di sollevarsi. Quella sera consumò un'ultima cena a casa del prete, poi si nascose nel sottotetto. Le guardie ducali fecero irruzione nella casa e la perquisirono accuratamente ma l'Olgiati, trasvestito da facchino e portando in spalla un materasso, riuscì a scappare rifugiandosi da Filippo Marescotti. Ne fu cacciato e trovò accoglienza da Gabriele della Flora dove fu nascosto in una stanza segreta assistito da due servi e da un ragazzino. Fu tutto inutile in quanto, alla fine, le guardie ducali lo scovarono e lo arrestarono portandolo al Castello. Qui fu torturato e costretto a confessare le modalità della congiura al suo difensore Marco Trotti. Non si pentì dell'atto neppure davanti ad un prete inviato dalla duchessa. Fu infine squartato vivo come i suoi compagni ma in una stanza segreta affinché il popolo non lo udisse. Prima di morire, mentre la mannaia poco affilata del boia faticava ad entrare nelle sue carni provocandogli incidibili sofferenze, continuò a ripetere in latino "Collige te, Hyeronime, stabit vetus memoria facti. Mors acerba, fama perpetua." I suoi resti furono appesi a ciascuna delle porte della città, la testa conficcata su una picca ed esposta sulla torre del Broletto Nuovo.
Cola Montano fu esiliato da Milano e trovò riparo alla corte di Napoli sotto re Ferdinando I. Egli sfruttò la sua eloquenza inviandolo tra i lucchesi per dissuaderli dall'alleanza con Lorenzo il Magnifico che il retore riteneva un tiranno tanto quanto Galeazzo. Il Magnifico ne dispose la cattura e Cola venne scovato tra le colline del bolognese dove fu impiccato e lasciato in pasto agli uccelli.
Il popolo milanese non si ribellò e presto il primogenito Gian Galeazzo Maria Sforza, che aveva appena otto anni, fu riconosciuto nuovo duca sotto la reggenza di Bona di Savoia anche se il potere rimase di fatto nelle mani dei maggiori consiglieri della corte, primo tra tutti l'ormai anziano ma pur sempre abile Cicco Simonetta.
In seguito Bona di Savoia scrisse una lettera a Sisto IV chiedendogli l'assoluzione per il marito, pur conscia dei delitti e degli eccessi che questi aveva commesso in vita. In cambio avrebbe donato un ingente somma di denaro da destinare ad opere pie, all'edificazione di monasteri, al completamento dell'Ospedale Maggiore e sarebbe stata disposta ad effettuare digiuni e penitenze.
Un secolo dopo l'assassinio di Galeazzo Maria, venne scritto un Lamento anonimo per celebrare la morte del sovrano e nel 1826, Francesco Hayez dipinse La congiura dei Lampugnani, ispirata all'episodio. Nel punto preciso dell'assassinio del duca venne posta nel Seicento (col rifacimento appunto della chiesa) una lapide commemorativa ancora oggi presente.
Quasi certamente l'assassinio di Galeazzo Maria Sforza fu la base per la Congiura dei Pazzi che si tenne in modalità e tempi strettamente analoghi a Firenze, dopo appena due anni da questo tragico evento.

## Il mistero della sepoltura

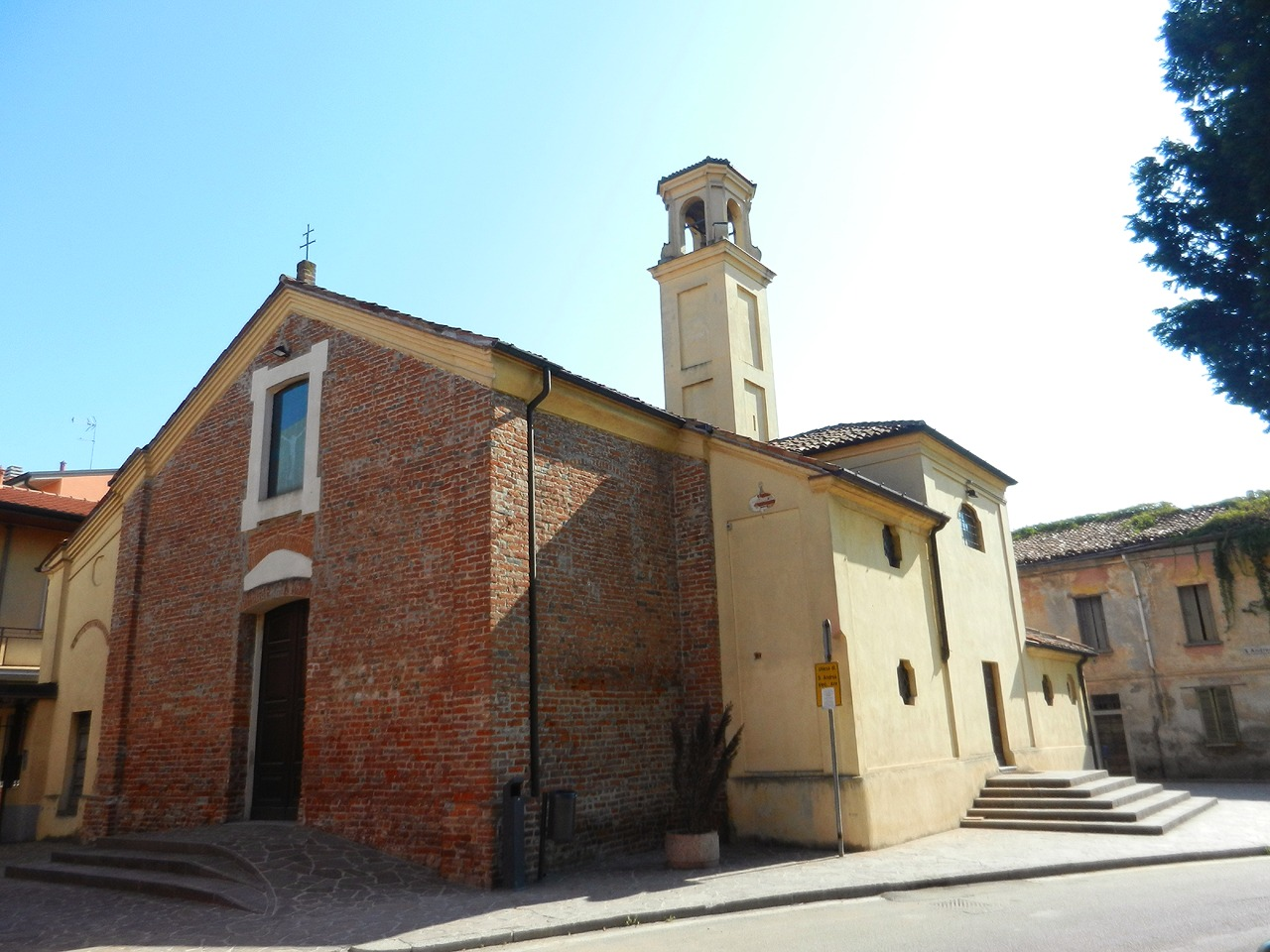
La chiesa di Sant'Andrea di Melzo

Del corpo del duca non si seppe più nulla, né esso venne ricercato da sua moglie, né dal figlio né tanto meno dal fratello Ludovico il Moro che successivamente fu anch'egli duca di Milano. Il fatto, di per sé piuttosto strano, ha fatto presumere che il corpo sia stato spostato in seguito alla morte del duca stesso per concedergli una più degna sepoltura.
A tal proposito nella città di Melzo (che come abbiamo visto era legata a doppio filo con la Marliani, amante favorita del duca) nel 1980, durante i restauri della locale chiesa di Sant'Andrea (di origini medievali) venne rinvenuta nella pavimentazione della zona absidale la sepoltura di un cranio con evidenti fratture e mal conservato. La datazione al Carbonio 14 fece subito comprendere come il proprietario dovesse essere morto tra il 1430 ed il 1480 e che la vittima, un maschio, doveva avere un'età compresa tra i 32 ed i 39 anni. L'idea che subito legò questi resti alla persona del duca Galeazzo Maria furono non solo le condizioni dei resti ritrovati, ma anche il fatto che tali ossa si trovavano nella zona absidale, la più sacra e quindi doveva trattarsi di una personalità di grande rilievo. Oltre a questo, come già ricordato, Melzo fu feudo dell'amante di maggior rilievo del duca, dalla quale egli aveva avuto anche dei figli, ed era quindi comprensibile il suo desiderio di portare i resti dell'amato presso di sé.
Un'analisi più attenta del cranio, ha riportato due piccole lesioni rinsaldatesi sull'area frontale del capo che hanno lasciato intendere come questi traumi avessero potuto coincidere con danni procuratisi dallo stesso Galeazzo Maria nel corso di duelli coi fratelli per allenare le proprie capacità belliche. Lo studio poi dei denti rinvenuti hanno potuto concludere come il defunto avesse una nutrizione adeguata e regolare che sicuramente identificava il morto con un appartenente ad un ceto abbiente. Alcuni denti apparivano però ipoplastici, cioè non correttamente sviluppati, patologia che spesso si presenta come un motivo di stress che può manifestarsi tra i sei ed i nove anni, nel momento in cui cioè l'arcata dentaria si assesta definitivamente. Confrontando la biografia di Galeazzo Maria, infatti, si è potuto notare come il duca difatti non abbia goduto di buona salute durante gli anni della prima giovinezza, soffrendo in diverse occasioni di malaria.